# 粛子内親王
粛子内親王（しゅくし（すみこ）ないしんのう、建久7年（1196年） - 薨年不詳）は、鎌倉時代前期の皇族。後鳥羽天皇第2皇女、母は源信康の女・兵衛督局（または丹波局とも）。土御門天皇朝の伊勢斎宮。高辻斎宮と号した。

## 経歴
正治元年12月24日（1200年）、異母兄土御門天皇の即位に伴い斎宮に卜定。翌2年（同じく1200年）5月26日、諸司へ初斎院入り。同年9月27日、野宮に入る。建仁元年（1201年）9月9日、伊勢へ群行（長奉送使は権中納言藤原公房）。元久元年（1204年）6月23日、准三宮。承元4年（1210年）11月、土御門天皇譲位により在任11年で退下。建暦元年（1211年）4月19日帰京、その後の消息は不明。
斎宮を退下した際に粛子内親王が詠んだ和歌1首が、『新続古今和歌集』に残る。